# Schismatoglottis multiflora
Schismatoglottis multiflora är en kallaväxtart som beskrevs av Henry Nicholas Ridley. Schismatoglottis multiflora ingår i släktet Schismatoglottis och familjen kallaväxter. Inga underarter finns listade.